# スラムダンス映画祭
スラムダンス映画祭（スラムダンスえいがさい）は毎年1月にアメリカ合衆国のユタ州で行われるインディペンデント映画祭。

## 概要
1995年に設立された。「映画監督による映画監督のための映画祭」のテーマのもと、低予算の自主映画をサポートし、作品上映の機会を与え才能発掘を行っている。同州で行われるサンダンス映画祭より、メジャー色の強くなった同祭よりもインディペンデント色の強いスラムダンス映画祭を好む映画監督も多くいて、"ポスト・サンダンス"と呼ばれることもある。

## 輩出された人材

### 監督
- クリストファー・ノーラン（代表作『ダークナイト』）[2]
- マーク・フォースター[3]（代表作『チョコレート (映画)』）
- リンジー・ホーン[4]

### 製作者
- ニック・ロス[5]